# دوري المؤسسات - بغداد 1950–51
دوري الاتحاد العراقي الدرجة الأولى لمنطقة بغداد 1950–51 هو الموسم الثالث من دوري المؤسسات في بغداد. لأول مرة تم تقسيم فرق بغداد إلى الدرجة الأولى والدرجة الثانية والدرجة الثالثة. بدأت الدرجة الأولى في 8 ديسمبر 1950، ولعبت من قبل خمسة فرق.
بعد إنتهاء الموسم العادي، كان من المفترض أن تقام مرحلة نهائية لتحديد البطل. ومع ذلك، تم إلغاء المرحلة النهائية بسبب مشاكل الجدولة. بعد أن تصدّر جدول الترتيب في الموسم العادي، اعتُبر الحرس الملكي هو الفائز، على الرغم من أن مراسم التتويج لم تقام. بعد الفشل في إستكمال النهائيات، تم تشكيل لجنة جديدة من قبل الإتحاد العراقي لكرة القدم لإدارة المنافسات المستقبلية.

## الموسم العادي

### جدول الدوري في 30 يناير 1951
هذا هو أحدث جدول الدوري نشرته صحيفة «عراق تايمز» في 30 يناير 1951 وهو ليس جدول الدوري النهائي.
| م | الفريق                  | لعب | ف | ت | خ | أ.له | أ.ع | أ.Av  | نقاط | التأهل أو الهبوط |
| - | ----------------------- | --- | - | - | - | ---- | --- | ----- | ---- | ---------------- |
| 1 | الحرس الملكي            | 2   | 2 | 0 | 0 | 10   | 0   | —     | 4    | البطل            |
| 2 | النادي الملكي           | 2   | 2 | 0 | 0 | 4    | 1   | 4٫000 | 4    |                  |
| 3 | الكلية العسكرية الملكية | 3   | 1 | 0 | 2 | 3    | 6   | 0٫500 | 2    |                  |
| 4 | القوة الجوية الملكية    | 1   | 0 | 1 | 0 | 1    | 1   | 1٫000 | 1    |                  |
| 5 | الأمير                  | 4   | 0 | 1 | 3 | 2    | 12  | 0٫167 | 1    |                  |

### النتائج حتى 30 يناير 1951
| المضيف \ الضيف          | الأمير | الحرس الملكي | الكلية العسكرية الملكية | النادي الملكي | القوة الجوية الملكية |
| ----------------------- | ------ | ------------ | ----------------------- | ------------- | -------------------- |
| الأمير                  | —      |              |                         | 0–2           | 1–1                  |
| الحرس الملكي            | 7–0    | —            | 3–0                     |               |                      |
| الكلية العسكرية الملكية | 2–1    |              | —                       |               |                      |
| النادي الملكي           |        |              | 2–1                     | —             |                      |
| القوة الجوية الملكية    |        |              |                         |               | —                    |